# Кіньківці (гміна)
Ґміна Кіньківці (пол. Gmina Kuńkowce) — колишня (1934—1939 рр.) сільська ґміна Перемишльського повіту Львівського воєводства Польської республіки (1918—1939) рр. Центром ґміни було село Кіньківці.

1 серпня 1934 р. було створено об'єднану сільську ґміну Кіньківці в Перемишльському повіті Львівського воєводства внаслідок об'єднання двох дотогочасних (збережених від Австро-Угорщини) громад сіл (ґмін): Бовино, Коритники, Кіньківці, Лутівня, Острів, Вуйковичі, Вапівці.

У 1945-1947 роках українське населення виселено в СРСР та на понімецькі землі.